# Aleosan
Aleosan es un municipio filipino de tercera categoría, situado al sur de la isla de Mindanao. Forma parte de  la provincia de Cotabato situada en la región administrativa de Mindanao Central. Para las elecciones está encuadrado en el Primer Distrito Electoral de esta provincia.

## Geografía
El ayuntamiento se encuentra en el barrio de  San Mateo situado a unos sesenta y cinco kilómetros de la ciudad capital de Amas, barrio de Kidapawan, lo que supone apenas dos  horas de viaje.
Su término linda al oeste con Midsayap; al norte con Libungan y al este y al sur con Pikit. 

### Barrios
El municipio, a los efectos administrativos, en 19 barangayes o barrios, conforme a la siguiente relación:
| - Bagolibas - Cawilihán - Dualing - Dunguán | - Katalicanán - Lawili - Mingading Bajo - Luanán | - Malapang - Nuevo León - Nuevo Panay - Pagangán | - Palacat - Pentil - San Mateo - Santa Cruz | - Tapodoc - Tomado - Mingading Alto |  |

### Comunicaciones
Se puede acceder al transporte terrestre desde la ciudad de Cotabato atravesando los municipios de Maguindanao a Kidapawan, ya que este municipio se encuentra estratégicamente ubicado a lo largo de la principal ruta de transporte que une las provincias de Maguindanao, Cotabato y Dávao del Sur.

### Administración
Su alcalde es Loreto C. Cabaya.

## Historia

### Influencia española
Este territorio   fue parte  del Imperio español en Asia y Oceanía (1520-1898).
Hacia 1696 el capitán Rodríguez de Figueroa obtiene del gobierno español el derecho exclusivo de colonizar Mindanao.
El 1 de febrero de este año parte de Iloilo alcanzando la desembocadura del Río Grande de Mindanao, en lo que hoy se conoce como la ciudad de Cotabato.

### Independencia
Este municipio, segregado de Pikit,  fue creado el  6 de abril de 1982 a propuesta del congresista Jesús P. Amparo y apoyado por los también congesistas  Bla T. Sinsuat, Ernesto F. Roldan y Tomas B. Baga Jr.